# Кизик (полуостров)
Полуостров Кизик (на гръцки: Χερσόνησος της Κυζίκου; на турски: Kapıdağ Yarımadası) е полуостров в Турция на Мраморно море. В древността е бил остров, свързан с континенталната част на Мала Азия. В цялата територия на полуострова е разположена околия Ердек, вилает Балъкесир.

## Томболо
Полуостров Кизик е пример за томболо по отношение на образуването си. Образувал се е от остров на полуостров поради натрупване на вълни. Вълните натрупват материали като пясък и чакъл между острова и сушата и с тесния провлак се образува полуостров. Дължината на провлака е 1500 метра, а ширината му е 1700 метра.